# Musée d'Architecture Chtchoussev
 (mai 2018).
Le musée d'Architecture Chtchoussev (Музе́й архитекту́ры и́мени Алексе́я Щу́сева) est un musée national de Moscou en Russie, consacré à l'architecture et à l'urbanisme en Russie. C'est le plus grand musée d'architecture en Russie. Il comprend un département d'archives, une bibliothèque et un centre d'étude. Le musée a été ouvert en 1934. Il porte le nom de l'architecte soviétique Alexeï Chtchoussev. Il est situé au no 5 rue Vozdvijenka.

## Galerie

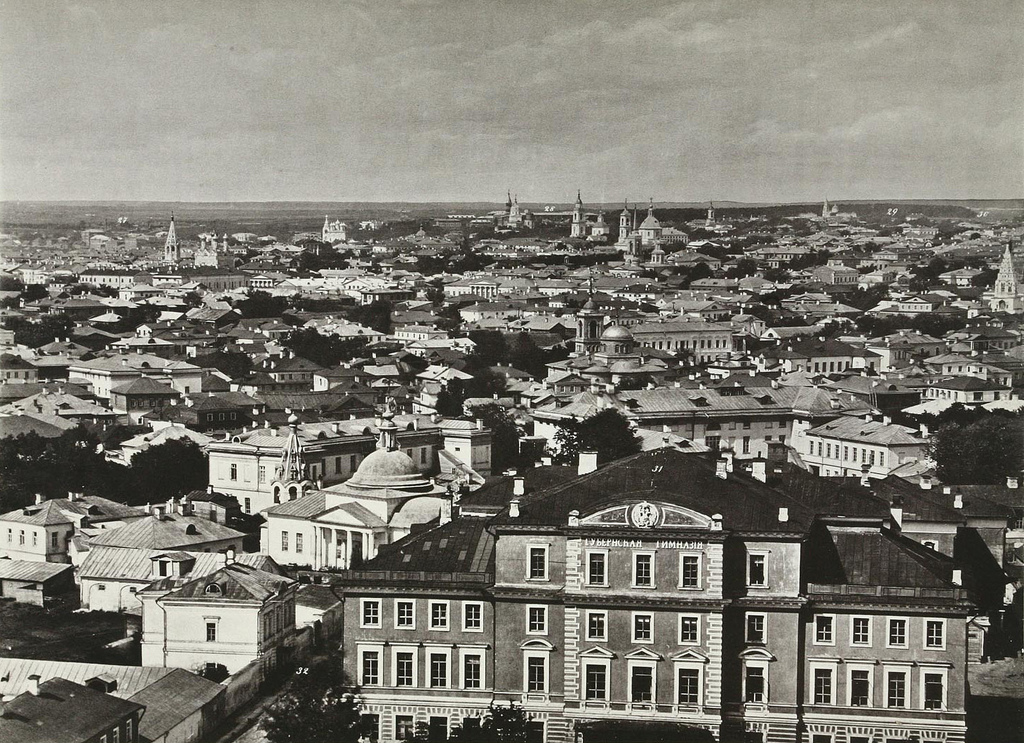
Photographie ancienne de Moscou
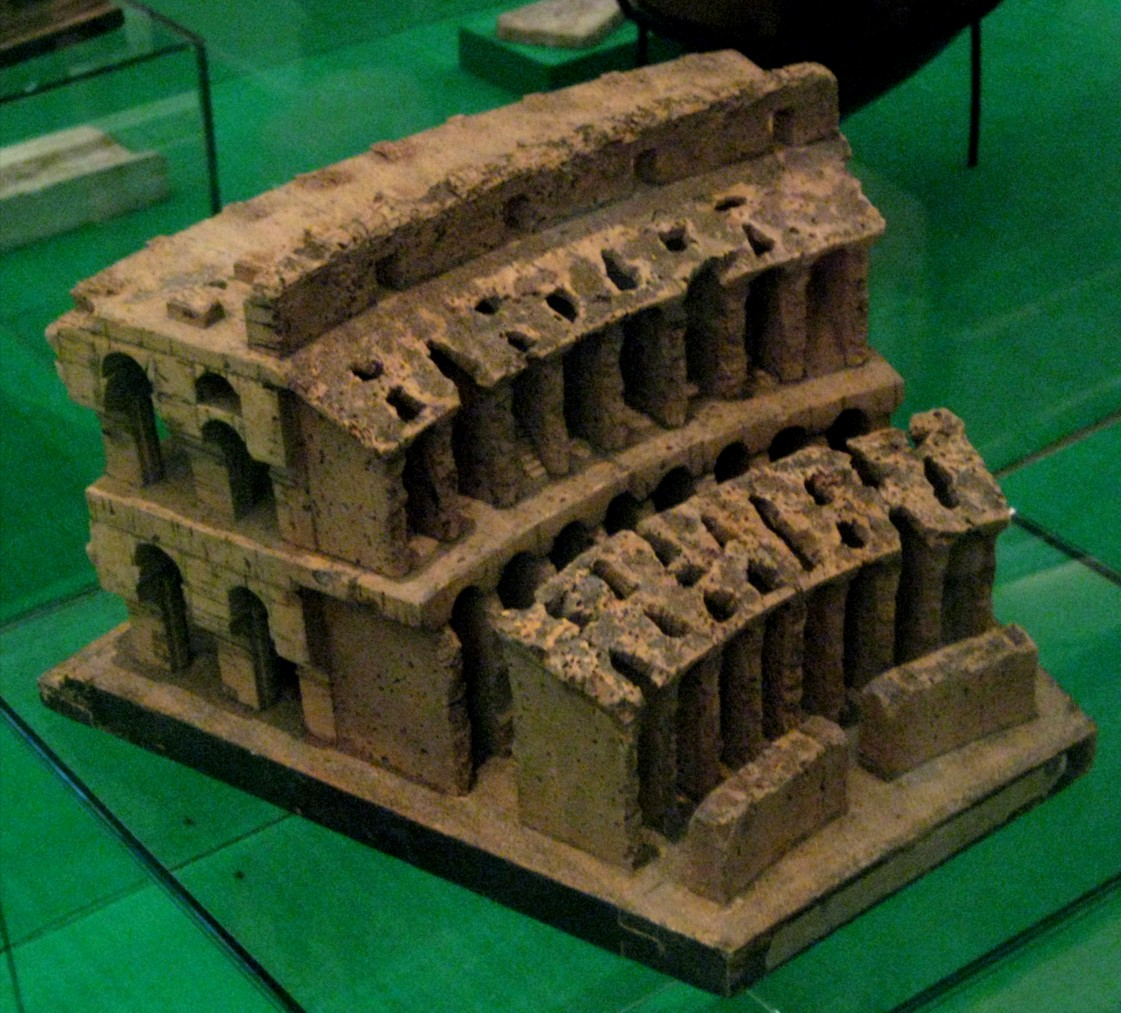
Maquette du Colisée
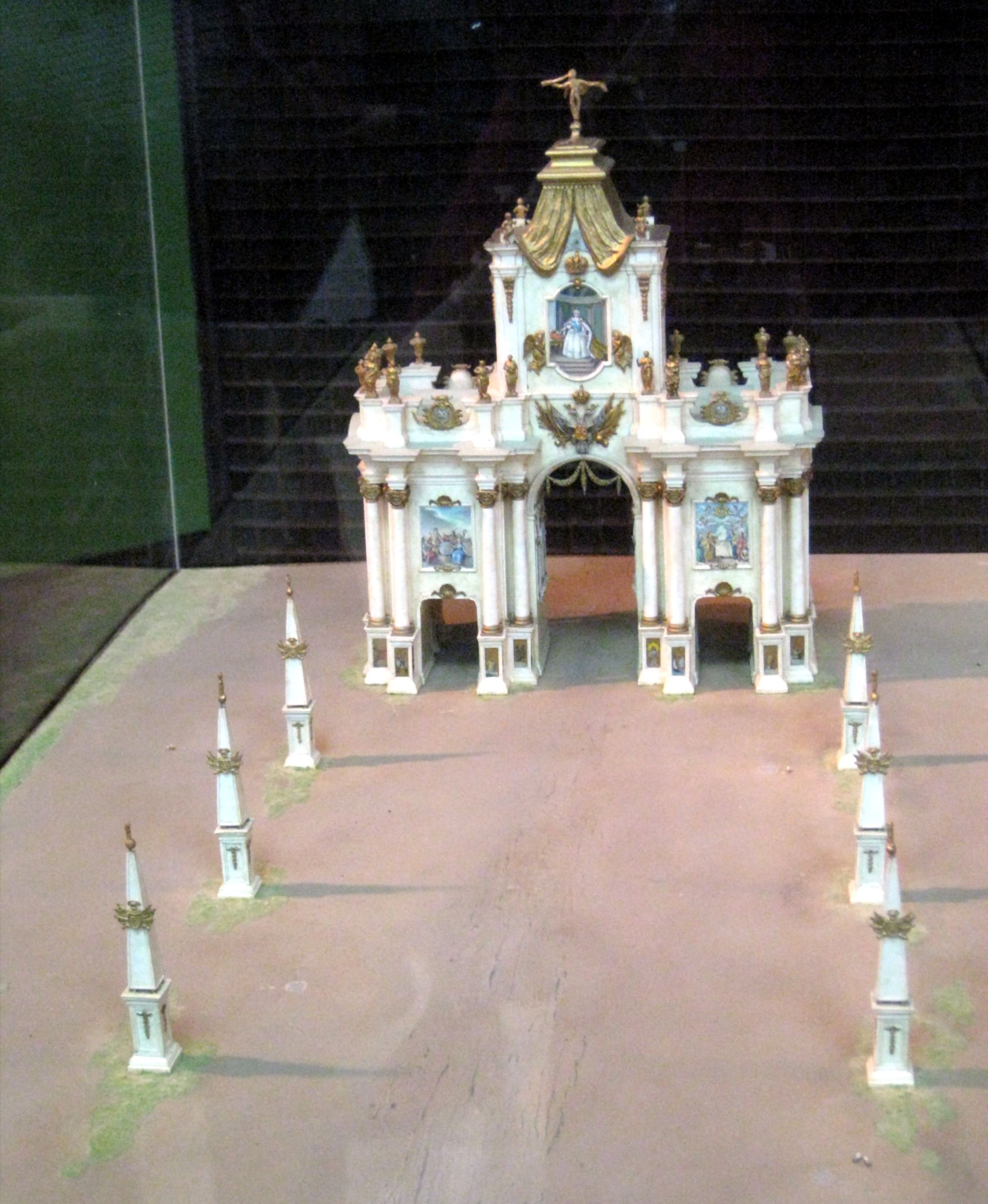
Maquette de la porte Rouge
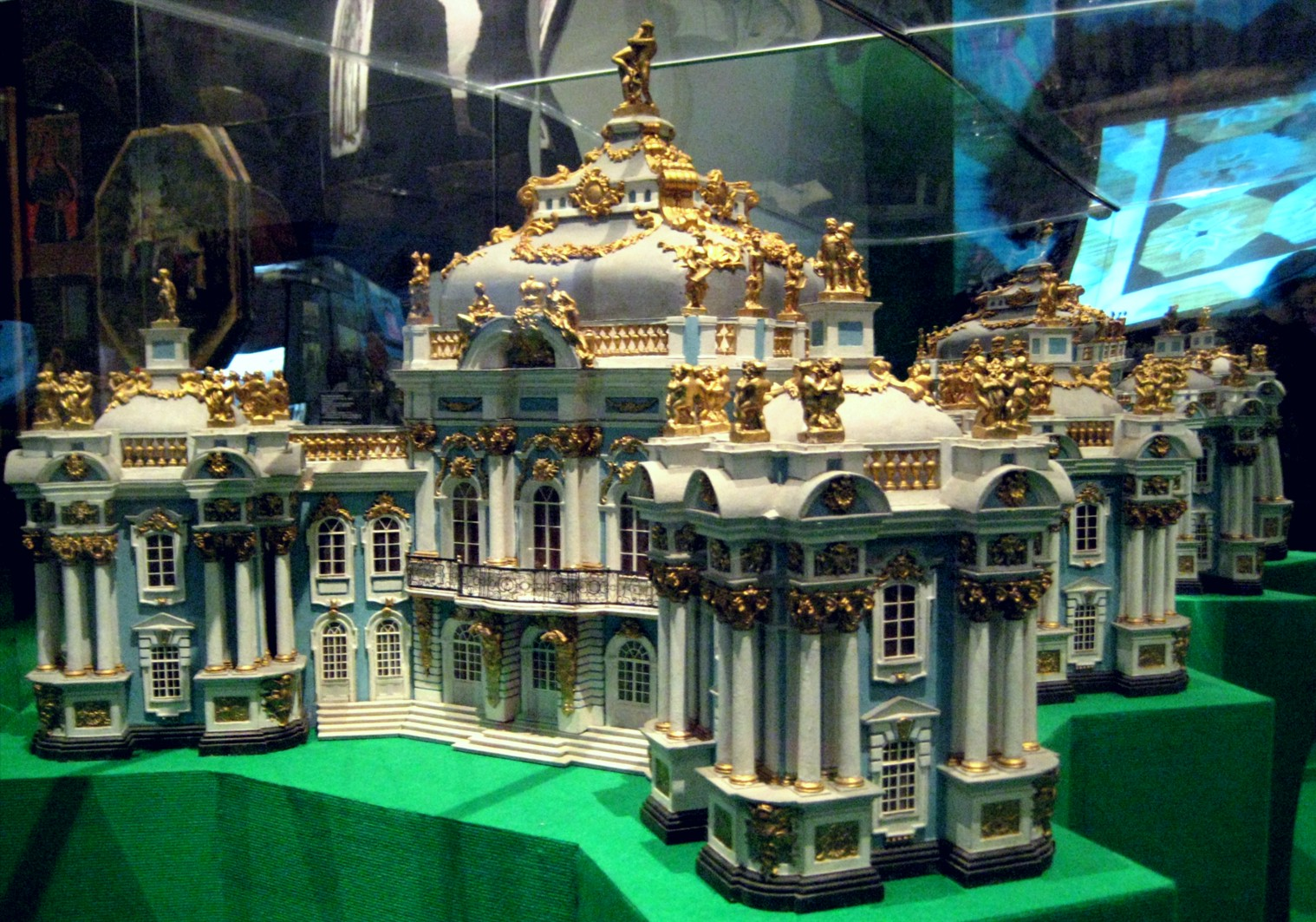
Maquette de Tsarkoïe Selo